# Gran Premio motociclistico di Catalogna 2009
Il Gran Premio motociclistico di Catalogna 2009 corso il 14 giugno, è stato il sesto Gran Premio della stagione 2009 e ha visto vincere: Valentino Rossi in MotoGP, Álvaro Bautista nella classe 250 ed Andrea Iannone nella classe 125.

## MotoGP

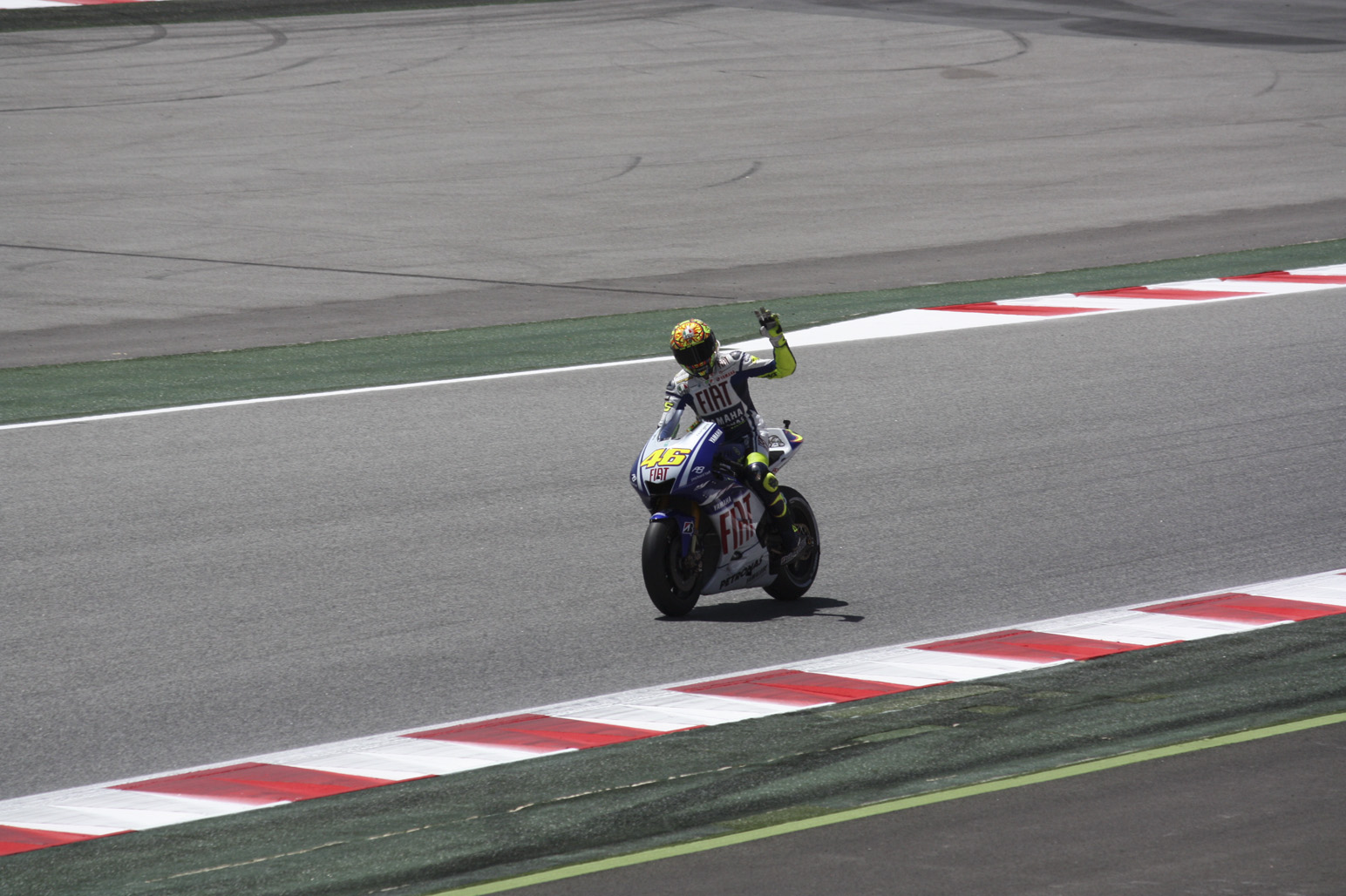
Rossi, vincitore della gara della classe MotoGP

Dopo un avvio di gara che mantiene invariato l'ordine di partenza, nelle prime posizioni si assiste ad alcuni giri con al comando il terzetto composto da Rossi, Lorenzo e Stoner. Dopo alcuni passaggi Stoner perde terreno, e la restante parte di gara vede prima Rossi, poi Lorenzo al comando. Negli ultimi giri Rossi e Lorenzo danno avvio a un confronto con alcuni sorpassi. E proprio all'ultima curva a destra, prima di immettersi sul rettilineo finale, Rossi mette a segno il sorpasso definitivo, che gli vale la vittoria.
Al termine di questa gara, Valentino Rossi, Jorge Lorenzo e Casey Stoner si trovano tutti e tre con lo stesso punteggio nella classifica generale, 106 punti.

### Arrivati al traguardo
| Pos | Nº | Pilota           | Squadra                  | Motocicletta | Giri | Tempo     | Griglia | Punti |
| --- | -- | ---------------- | ------------------------ | ------------ | ---- | --------- | ------- | ----- |
| 1   | 46 | Valentino Rossi  | Fiat Yamaha              | Yamaha       | 25   | 43:11.897 | 2       | 25    |
| 2   | 99 | Jorge Lorenzo    | Fiat Yamaha              | Yamaha       | 25   | +0.095    | 1       | 20    |
| 3   | 27 | Casey Stoner     | Ducati Marlboro          | Ducati       | 25   | +8.884    | 3       | 16    |
| 4   | 4  | Andrea Dovizioso | Repsol Honda             | Honda        | 25   | +8.936    | 4       | 13    |
| 5   | 65 | Loris Capirossi  | Rizla Suzuki             | Suzuki       | 25   | +19.831   | 11      | 11    |
| 6   | 3  | Dani Pedrosa     | Repsol Honda             | Honda        | 25   | +22.182   | 8       | 10    |
| 7   | 5  | Colin Edwards    | Monster Yamaha Tech 3    | Yamaha       | 25   | +23.547   | 6       | 9     |
| 8   | 14 | Randy de Puniet  | LCR Honda                | Honda        | 25   | +25.265   | 7       | 8     |
| 9   | 36 | Mika Kallio      | Pramac Racing            | Ducati       | 25   | +31.797   | 10      | 7     |
| 10  | 69 | Nicky Hayden     | Ducati Marlboro          | Ducati       | 25   | +33.593   | 13      | 6     |
| 11  | 7  | Chris Vermeulen  | Rizla Suzuki             | Suzuki       | 25   | +36.683   | 12      | 5     |
| 12  | 15 | Alex De Angelis  | San Carlo Honda Gresini  | Honda        | 25   | +36.874   | 14      | 4     |
| 13  | 52 | James Toseland   | Monster Yamaha Tech 3    | Yamaha       | 25   | +39.433   | 9       | 3     |
| 14  | 33 | Marco Melandri   | Hayate Racing            | Kawasaki     | 25   | +44.788   | 17      | 2     |
| 15  | 59 | Sete Gibernau    | Grupo Francisco Hernando | Ducati       | 25   | +46.754   | 15      | 1     |
| 16  | 88 | Niccolò Canepa   | Pramac Racing            | Ducati       | 25   | +55.873   | 18      |       |
| 17  | 41 | Gábor Talmácsi   | Scot Racing              | Honda        | 25   | +1:27.640 | 19      |       |

### Ritirati
| Nº | Pilota         | Squadra                 | Motocicletta | Giri | Griglia |
| -- | -------------- | ----------------------- | ------------ | ---- | ------- |
| 24 | Toni Elías     | San Carlo Honda Gresini | Honda        | 9    | 5       |
| 72 | Yūki Takahashi | Scot Racing             | Honda        | 0    | 16      |

## Classe 250

### Arrivati al traguardo
| Pos | Nº | Pilota              | Squadra                     | Motocicletta | Giri | Tempo     | Griglia | Punti |
| --- | -- | ------------------- | --------------------------- | ------------ | ---- | --------- | ------- | ----- |
| 1   | 19 | Álvaro Bautista     | Mapfre Aspar                | Aprilia      | 23   | 41:09.018 | 2       | 25    |
| 2   | 4  | Hiroshi Aoyama      | Scot Racing                 | Honda        | 23   | +7.185    | 6       | 20    |
| 3   | 40 | Héctor Barberá      | Pepe World Team             | Aprilia      | 23   | +7.282    | 1       | 16    |
| 4   | 75 | Mattia Pasini       | Toth Aprilia                | Aprilia      | 23   | +10.784   | 7       | 13    |
| 5   | 6  | Alex Debón          | Aeropuerto-Castello-Blusens | Aprilia      | 23   | +15.740   | 5       | 11    |
| 6   | 12 | Thomas Lüthi        | Emmi - Caffe Latte          | Aprilia      | 23   | +15.780   | 4       | 10    |
| 7   | 14 | Ratthapark Wilairot | Thai Honda PTT SAG          | Honda        | 23   | +28.654   | 10      | 9     |
| 8   | 17 | Karel Abraham       | Cardion AB Motoracing       | Aprilia      | 23   | +31.600   | 12      | 8     |
| 9   | 35 | Raffaele De Rosa    | Scot Racing                 | Honda        | 23   | +33.760   | 13      | 7     |
| 10  | 55 | Héctor Faubel       | Valencia CF - Honda SAG     | Honda        | 23   | +33.843   | 8       | 6     |
| 11  | 16 | Jules Cluzel        | Matteoni Racing             | Aprilia      | 23   | +34.871   | 14      | 5     |
| 12  | 52 | Lukáš Pešek         | Auto Kelly - CP             | Aprilia      | 23   | +35.117   | 17      | 4     |
| 13  | 25 | Alex Baldolini      | WTR San Marino              | Aprilia      | 23   | +39.840   | 11      | 3     |
| 14  | 63 | Mike Di Meglio      | Mapfre Aspar                | Aprilia      | 23   | +42.821   | 9       | 2     |
| 15  | 51 | Stevie Bonsey       | Milar - Juegos Lucky        | Aprilia      | 23   | +1:16.524 | 19      | 1     |
| 16  | 7  | Axel Pons           | Pepe World Team             | Aprilia      | 23   | +1:16.689 | 18      |       |
| 17  | 53 | Valentin Debise     | CIP Moto - GP250            | Honda        | 23   | +1:28.826 | 20      |       |
| 18  | 11 | Balázs Németh       | Balatonring Team            | Aprilia      | 23   | +1:39.488 | 21      |       |
| 19  | 8  | Bastien Chesaux     | Racing Team Germany         | Honda        | 23   | +1:47.958 | 22      |       |
| 20  | 56 | Vladimir Leonov     | Viessmann Kiefer Racing     | Aprilia      | 22   | +1 giro   | 24      |       |
| 21  | 54 | Toby Markham        | C&L Racing                  | Honda        | 22   | +1 giro   | 25      |       |

### Ritirati
| Nº | Pilota            | Squadra          | Motocicletta | Giri | Griglia |
| -- | ----------------- | ---------------- | ------------ | ---- | ------- |
| 10 | Imre Tóth         | Toth Aprilia     | Aprilia      | 21   | 23      |
| 15 | Roberto Locatelli | Metis Gilera     | Gilera       | 14   | 16      |
| 48 | Shōya Tomizawa    | CIP Moto - GP250 | Honda        | 13   | 15      |
| 58 | Marco Simoncelli  | Metis Gilera     | Gilera       | 6    | 3       |

## Classe 125

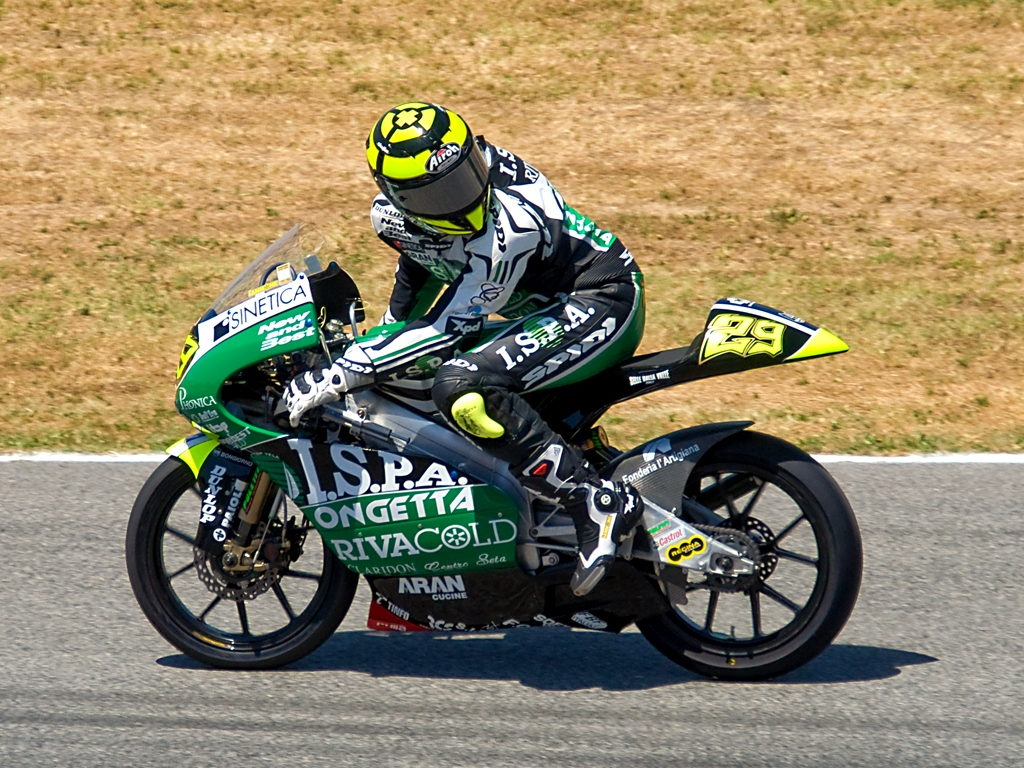
Iannone, vincitore della gara della classe 125

### Arrivati al traguardo
| Pos | Nº | Pilota             | Squadra                 | Motocicletta | Giri | Tempo     | Griglia | Punti |
| --- | -- | ------------------ | ----------------------- | ------------ | ---- | --------- | ------- | ----- |
| 1   | 29 | Andrea Iannone     | Ongetta Team I.S.P.A.   | Aprilia      | 22   | 41:10.494 | 8       | 25    |
| 2   | 18 | Nicolás Terol      | Jack & Jones Team       | Aprilia      | 22   | +2.245    | 6       | 20    |
| 3   | 33 | Sergio Gadea       | Bancaja Aspar           | Aprilia      | 22   | +2.330    | 5       | 16    |
| 4   | 60 | Julián Simón       | Bancaja Aspar           | Aprilia      | 22   | +2.331    | 1       | 13    |
| 5   | 93 | Marc Márquez       | Red Bull KTM Moto Sport | KTM          | 22   | +2.356    | 12      | 11    |
| 6   | 94 | Jonas Folger       | Ongetta Team I.S.P.A.   | Aprilia      | 22   | +2.531    | 3       | 10    |
| 7   | 17 | Stefan Bradl       | Viessmann Kiefer Racing | Aprilia      | 22   | +10.795   | 9       | 9     |
| 8   | 38 | Bradley Smith      | Bancaja Aspar           | Aprilia      | 22   | +10.824   | 7       | 8     |
| 9   | 11 | Sandro Cortese     | Ajo Interwetten         | Derbi        | 22   | +14.984   | 14      | 7     |
| 10  | 35 | Randy Krummenacher | Degraaf Grand Prix      | Aprilia      | 22   | +15.089   | 4       | 6     |
| 11  | 45 | Scott Redding      | Blusens Aprilia         | Aprilia      | 22   | +16.427   | 10      | 5     |
| 12  | 12 | Esteve Rabat       | Blusens Aprilia         | Aprilia      | 22   | +16.515   | 17      | 4     |
| 13  | 14 | Johann Zarco       | WTR San Marino          | Aprilia      | 22   | +27.455   | 13      | 3     |
| 14  | 6  | Joan Olivé         | Derbi Racing            | Derbi        | 22   | +27.712   | 16      | 2     |
| 15  | 73 | Takaaki Nakagami   | Ongetta Team I.S.P.A.   | Aprilia      | 22   | +28.411   | 21      | 1     |
| 16  | 24 | Simone Corsi       | Jack & Jones Team       | Aprilia      | 22   | +33.697   | 23      |       |
| 17  | 71 | Tomoyoshi Koyama   | Loncin Racing           | Loncin       | 22   | +42.581   | 15      |       |
| 18  | 16 | Cameron Beaubier   | Red Bull KTM Moto Sport | KTM          | 22   | +48.847   | 22      |       |
| 19  | 42 | Alberto Moncayo    | Andalucia Aprilia       | Aprilia      | 22   | +49.532   | 25      |       |
| 20  | 77 | Dominique Aegerter | Ajo Interwetten         | Derbi        | 22   | +49.772   | 18      |       |
| 21  | 53 | Jasper Iwema       | Racing Team Germany     | Honda        | 22   | +1:02.666 | 27      |       |
| 22  | 50 | Sturla Fagerhaug   | Red Bull KTM Moto Sport | KTM          | 22   | +1:15.215 | 28      |       |
| 23  | 43 | Johnny Rosell      | Blusens BQR             | Aprilia      | 22   | +1:21.568 | 26      |       |
| 24  | 87 | Luca Marconi       | CBC Corse               | Aprilia      | 22   | +1:37.919 | 31      |       |
| 25  | 31 | Jordi Dalmau       | SAG-Castrol             | Honda        | 21   | +1 giro   | 34      |       |
| 26  | 10 | Luca Vitali        | CBC Corse               | Aprilia      | 20   | +2 giri   | 33      |       |

### Ritirati
| Nº | Pilota           | Squadra               | Motocicletta | Giri | Griglia |
| -- | ---------------- | --------------------- | ------------ | ---- | ------- |
| 32 | Lorenzo Savadori | Fontana Racing        | Aprilia      | 16   | 24      |
| 39 | Luis Salom       | SAG-Castrol           | Honda        | 13   | 31      |
| 99 | Danny Webb       | Degraaf Grand Prix    | Aprilia      | 11   | 11      |
| 8  | Lorenzo Zanetti  | Ongetta Team I.S.P.A. | Aprilia      | 10   | 19      |
| 44 | Pol Espargaró    | Derbi Racing          | Derbi        | 5    | 2       |
| 5  | Alexis Masbou    | Loncin Racing         | Loncin       | 5    | 30      |
| 69 | Lukáš Šembera    | Matteoni Racing       | Aprilia      | 4    | 29      |
| 7  | Efrén Vázquez    | Derbi Racing          | Derbi        | 1    | 20      |